# Acadèmia Central de Belles Arts
L'Acadèmia Central de Belles Arts és l'única institució d'educació superior de belles arts de la Xina. És una de les universitats més selectives del país i rebutja més del 95% de les sol·licituds cada any. Va ser la primera escola nacional de belles arts i també el començament de l'educació moderna de belles arts a la Xina. Des de la seva creació el 1918, s'hi han format nombrosos artistes notables.

## Història
La història es remunta a la fundació de l'Escola Nacional de Belles Arts de Beiping el 1918, propugnada pel pedagog Cai Yuanpei. L'Acadèmia Central de Belles Arts es va fundar l'abril de 1950 com a resultat de la fusió de l'Escola Nacional d'Art de Beiping i el departament de belles arts del tercer campus de la Universitat de la Xina del Nord. Els seus antics directors han estat Xu Beihong, Jiang Feng, Wu Zuoren, Gu Yuan, Jin Shangyi, Pan Gongkai i Fan Di'an. Lin Mao ho és des del 2023.
Compta amb 534 professors i personal laboral per a 3.800 estudiants de grau i postgrau i més de 100 estudiants internacionals. El nou Museu d'Art, dissenyat per l'arquitecte japonès Arata Isozaki, està situat a la cantonada nord-est del campus, al carrer Huajiadi Nan, i compta amb una superfície de 3546 m2 i una superfície total de 14.777 m2. El Museu es va inaugurar l'octubre de 2008 amb motiu del 90è aniversari de la universitat. El nou museu de sis pisos té diverses col·leccions notables, incloses més de 2.000 pintures xineses històriques de la dinastia Ming.
La universitat publica i distribueix dues revistes acadèmiques nacionals de primer nivell: Fine Arts Study i Fine Arts of the World. Va cridar l'atenció dels mitjans de comunicació durant les protestes de la plaça de Tiananmen de 1989 quan els estudiants van crear una gran estàtua anomenada Deessa de la democràcia. Cadascuna de les vuit facultats d'art va signar una declaració explicant el propòsit de l'estàtua.